# Žimarice
Žimarice so naselje v Občini Sodražica. 
Na podlagi Odloka o vaških odborih (Ur. l. RS, št. 76/11) kraj upravlja vaški odbor.

## Opis
Žimarice so sklenjena vas ob državni cesti Sodražica - Bloke in potoku Bistrica, ki tu sprejme več potokov iz s Slemen. Sestavlja jih več zaselkov:
- Čámpe; nekaj hiš ob mostu čez Bistrico in ob vznožju Slemen
- Kóžarji;
- Pôtok z gostilno, žago in v preteklosti tudi vodnim mlinom.
- Pod Žimarice spadajo še zaselek Ográda in hiša na Mlakah na pobočju Slemen

Dolina je ponekod močvirnata, sicer pa se ob vasi razprostira Žimarsko polje, na katerem pridelujejo krompir, fižol in drugo za domače potrebe. Tu raste tudi nekaj sadja (jabolka, hruške) iz katerega izdelujejo sadjevec. Delno je razširjena še izdelava suhorobarskih izdelkov in kuhinjske galanterije. Ljudje sicer odhajajo na delo v Sodražico in druge kraje, tudi v Ljubljano.
Po ribniškem urbarju iz leta 1573 je bilo v Žimaricah 10 kmetij. Vas je cvetela do izgradnje kočevske železnice, saj je šel ves promet na Bloke in proti Rakeku skozi vas. Pred drugo svetovno vojno so v bližini našli boksit, ki pa ga ni bilo dovolj za črpanje.
Danes imajo v Žimaricah Prostovoljno gasilsko društvo ŽIMARICE - GLOBEL - PODKLANEC. Začetki prostovoljnega gasilstva segajo v leto 1909, ko je bilo ustanovljeno gasilsko društvo za takratno podobčino Žimarice. Dejavnost društva se je povečevala do začetka prve svetovne vojne, takrat pa je delovanje društva zaradi vojnih razmer zamrlo. Nadaljevanje zasledimo leta 1923, od takrat se začne uradna zgodovina PGD Žimarice, Globel in Podklanec. Leta 1983 se je začela gradnja novega gasilskega doma. V društvo je trenutno včlanjenih 77 članov in 11 članic. Poleg gašenja požarov vsa leta organizirajo gasilske veselice, s pomočjo katerih zbirajo sredstva za nakup opreme in delovanje društva.